# Soumoukuy
 (mai 2018).
Soumoukuy est une commune rurale située dans le département de Djibasso de la province de la Kossi dans la région de la Boucle du Mouhounau Burkina Faso.